# Brian Grening
Brian Grening (nacido en Newport Beach, California, Estados Unidos, el 10 de junio de 1985) es un lanzador de béisbol profesional, que jugó para los Leones del Caracas en la Liga Venezolana de Béisbol Profesional (LVBP) temporada 2016-2017.